# Chřestýš zamlklý
Chřestýš zamlklý (Crotalus catalinensis) je druh jedovatého hada z čeledi zmijovití. Je endemitem mexického ostrova Isla Santa Catalina ležícího v Kalifornském zálivu. V současné době nejsou známy žádné jeho poddruhy. Vyznačuje se asi 70 cm dlouhým, štíhlým tělem a ocasem bez chřestících článků.

## Popis
K nejdůležitějším poznávacím znakům patří absence chřestidla. Délka těla dospělců se pohybuje okolo 67 až 70 cm, nejdelší jedinci měří i přes 80 cm. Samci mají delší ocas a jsou štíhlejší než samice. Hlava ve tvaru trojúhelníku je zřetelně odlišena od těla. Chřestýš zamlklý se vyskytuje ve dvou barevných formách. Běžnější je světle hnědé nebo červenohnědé tělo s tmavými skvrnami ohraničené tmavě hnědou a následně bílou barvou. Méně běžná je popelavě šedá forma s tmavě šedými skvrnami.

## Stanoviště a potrava
Vyskytuje se ve skalnatých a písčitých oblastech porostlých pouštními rostlinami a křovím. Loví v noci. Živí se různými malými plazy, ale hlavní složku jeho potravy tvoří křeček Slevinův (Peromyscus slevini), který je ale klasifikován jako kriticky ohrožený a jeho populace je velice nízká a stále klesá.

## Taxonomie
Není zcela jisté, který druh je mu nejvíce příbuzný. Předpokládá se ale, že jde buď o chřestýše mohavského (Crotalus scutulatus), nebo o chřestýše červeného (Crotalus ruber).

## Ohrožení
Chřestýš zamlklý je považován za kriticky ohrožený druh z mnoha důvodů. Jeho populace klesá a 70 % jeho potravy tvoří jediný druh hlodavce. Areál rozšíření zahrnuje pouze asi 40 km2. Had není plachý ani útočný a nechá se snadno chytit. V minulosti se jednalo o vcelku hojný druh, ale jeho početnost poklesla pravděpodobně především v důsledku odchytu jedinců do chovů. Jedním z dalších důvodu poklesu populace je konkurence ze strany ferálních koček domácích, které zde však byly v roce 2002 vyhubeny.